# Ингеборга Гуттормсдоттер
Ингеборга Гуттормсдоттер (норв. Ingebjørg Guttormsdatter) — королева Норвегии, супруга Эйстейна Магнуссона.
Ингеборга Гуттормсдоттер была дочерью Гутторма Торрессона из Лиллехаммера. Мать дедушки Ингеборги, Исрид Гудбрандсдоттер, была дочерью Гудбранда Кулы из Оппланда и сестрой Асты Гудбрандсдоттир, матери королей Олава II и Харальда III. Таким образом Ингеборга была двоюродной сестрой своего мужа.
У королевы Ингеборги и короля Эйстейна была дочь Мария Эйстейндоттер, которая была матерью претендента на трон Норвегии Олава Угджева. Олаф был провозглашён королём в 1166 году, но впоследствии был побеждён Магнусом V и был вынужден бежать из страны.
Королева Ингеборга Гуттормсдоттер наряду с Рагной Николасдоттер и Эстрид Бьёрнсдоттер была одной из трёх известных королев Норвегии с середины XI века по XIII век, которые не были иностранными принцессами.